# 周辺光量
周辺光量（しゅうへんこうりょう）は、光学用語である。レンズ中心部の明るさ（中心光量）に対し、レンズの縁辺部の明るさのことをいう。特に写真撮影におけるカメラレンズの特徴として使用され、撮影後の写真画像における縁辺部の明るさにも用いられる。

## 概要
レンズを通った光が結像面に当たったときには、光軸の中心が最も明るく、中心から離れるに従って暗くなる。これを周辺光量低下、または周辺光量不足、あるいは周辺減光という。
周辺光量の低下には、大きく二つの原因があり、一つは口径食、もう一つは、コサイン4乗則(cosine fourth law)に従うものである（詳細は各項目参照）。前者は絞りを絞ると軽減するが、後者は絞りとは関係しない。後者は画角が広くなるほど影響が大きいが、特に対称型の(超)広角レンズで問題になり、逆望遠型の広角レンズでは軽減される。写真レンズでは、これらの現象や収差による影響が比較的小さく良好な像が得られる円盤をイメージサークルと称し、その径が撮像素子等の撮像範囲の対角線分よりやや大きい程度を目安として設計される（顕微鏡写真や全周魚眼などの例外を除き）。このため、フォーマットが異なる撮影システムの写真レンズの流用はイメージサークルの違いによる問題が起きる（ことがある）。
カメラシステムとしては、レンズフードなどのアクセサリがレンズに合っていない場合にも起き、この場合もっぱら「ケラレ」と呼ぶ。レンズの設計に合わせて専用として設計されたアクセサリであればこれが起きないように注意して作られているが、汎用品などでは撮影者が注意する必要がある。ただし超広角域をカバーする高倍率ズームレンズ（そういった製品は、あまりないが）では対応アクセサリでも注意が必要かもしれない。